# Вассерман, Дейл
Дейл Вассерман (англ. Dale Wasserman; 2 ноября 1914, Висконсин — 21 декабря 2008, Аризона) — американский драматург. Самой известной работой Дейла Вассермана является мюзикл «Человек из Ламанчи», поставленный на Бродвее в 1966 году. В начале своей театральной карьеры работал в качестве электрика, а затем осветителем. Он является автором более 50 работ, из которых 40 получили награды.